# Ojstro (Laško, Slovenija)
Ojstro je naselje u slovenskoj Općini Laškom. Ojstro se nalazi u pokrajini Štajerskoj i statističkoj regiji Savinjskoj. 

## Stanovništvo
Prema popisu stanovništva iz 2002. godine naselje je imalo 117 stanovnika.